# Mikhaël Hers
Pour les articles homonymes, voir Hers.
Mikhaël Hers est un réalisateur et scénariste français, né le 6 février 1975 à Paris.

## Biographie
Après des études à la Fémis en section production, dont il sort diplômé en 2004, il réalise en 2006 un premier moyen métrage, Charell, librement adapté d’un roman de Patrick Modiano. Le film est notamment sélectionné à la Semaine de la critique du festival de Cannes.
En 2007, il réalise Primrose Hill, également sélectionné à la Semaine de la critique et primé à Clermont-Ferrand. En 2009, son troisième moyen métrage, Montparnasse, est lauréat du prix Jean-Vigo et primé à la Quinzaine des réalisateurs à Cannes cette même année.
Il reçoit la reconnaissance du cinéaste Luc Moullet qui dit de lui qu'il est « le plus grand cinéaste français de demain ».
En 2010, il réalise son premier long métrage, Memory Lane, montré pour la première fois au festival international du film de Locarno. Le film sort en France en novembre 2010. En 2015, il tourne son second long métrage, Ce sentiment de l'été.
En 2018, son film Amanda remporte le grand prix Sakura lors du festival international du film de Tokyo. Jean-Michel Frodon y salue, pour aborder le sujet difficile de l'« après » des attentats et le deuil, « un style sans rien qui pèse ou qui pose ».
Du 3 au 12 septembre 2021, il est membre du jury de la 47e édition du Festival du cinéma américain de Deauville présidé par Charlotte Gainsbourg.

## Filmographie

### Réalisateur
- 2006 : Charell, d'après De si braves garçons de Patrick Modiano (court métrage), avec Jean-Michel Fête, Marc Barbé, Anicée Alvina, Marie Kremer (Semaine de la critique, Festival de Cannes 2006)
- 2007 : Primrose Hill (court métrage) avec Hubert Benhamdine, Stéphanie Daub-Laurent, Thibault Vinçon, Jeanne Candel (Semaine de la critique, Festival de Cannes 2007, Prix d’interprétation féminine, Festival de Clermont-Ferrand, Prix de la Presse, Festival Côté-Court de Pantin)
- 2009 : Montparnasse (moyen métrage)
- 2010 : Memory Lane[7],[8],[9],[10]
- 2015 : Ce sentiment de l'été
- 2018 : Amanda
- 2022 : Les Passagers de la nuit

### Scénariste
- 2003 : Une étreinte
- 2006 : Charell (d'après De si braves garçons de Patrick Modiano)
- 2007 : Primrose hill
- 2009 : Montparnasse (moyen métrage)
- 2010 : Memory Lane
- 2015 : Ce sentiment de l'été
- 2018 : Amanda
- 2022 : Les Passagers de la nuit

### Producteur
- 2004 : La Ligne (court métrage) de Darielle Tillon
- 2005 : Ma vie est mon vidéo-clip préféré (documentaire) de Show-Chun Lee
- 2006 : La Leçon de guitare (court métrage) de Martin Rit
- 2008 : Une nouvelle ère glaciaire de Darielle Tillon
- 2008 : La Neige au village de Martin Rit